# Like It
A Like It (magyarul: Szeretem) Zena belarusz énekesnő dala, amellyel Fehéroroszországot képviselte a 2019-es Eurovíziós Dalfesztiválon, Tel-Avivban.

## Eurovíziós Dalfesztivál
A dal a 2019. március 7-én rendezett belarusz nemzeti döntőben, a Nationalny Otborban, nyerte el az indulás jogát, ahol a zsűri és a nézői szavazatok együttese alakította ki a végeredményt.
A dalt az Eurovíziós Dalfesztiválon először a május 14-i első elődöntőben adták elő, a fellépési sorrendben nyolcadikként, a magyar Pápai Joci Az én apám című dala után és a szerb Nevena Božović Kruna című dala előtt. Innen 122 ponttal a tizedik helyen jutott tovább a döntőbe.
A május 18-i döntőben a fellépési sorrendben tizenkilencedikként adták elő, az Észtországot képviselő Victor Crone Storm című dala után és az azeri Chingiz Truth című dala előtt. A szavazás során összesen 31 pontot szerzett, ami a huszonnegyedik helyet jelentette a huszonhat fős mezőnyben.
A következő fehérorosz induló a VAL együttes Da vidna című dala lett volna a 2020-as Eurovíziós Dalfesztiválon.

## Slágerlistás helyezések
| Slágerlista (2019)             | Legjobb helyezés |
| ------------------------------ | ---------------- |
| Fehéroroszország (Alpha Radio) | 1.               |
| Fehéroroszország (BY TOP 10)   | 6.               |

## Külső hivatkozások
- Dalszöveg (angol nyelven)
- A dal előadása a belarusz nemzeti döntőben. YouTube-videó, Eurovision Song Contest, 2019. március 10.
- A dal előadása az Eurovíziós Dalfesztivál első elődöntőjében. YouTube-videó, Eurovision Song Contest, 2019. május 14.
- A dal előadása az Eurovíziós Dalfesztivál döntőjében. YouTube-videó, Eurovision Song Contest, 2019. május 18.